# Saturn Award du meilleur maquillage
Le Saturn Award du meilleur maquillage (Saturn Award for Best Make-up) est une récompense cinématographique décernée chaque année depuis 1975 par l'Academy of Science Fiction, Fantasy and Horror Films (Académie des films de science-fiction, fantastique et horreur) pour récompenser le ou les créateurs des meilleurs maquillages pour un film de science-fiction, fantastique ou d'horreur.

## Palmarès
Note : L'année indiquée est celle de la cérémonie, récompensant les films sortis au cours de l'année précédente. Les lauréats sont indiqués en tête de chaque catégorie et en caractères gras. Les titres originaux sont précisés entre parenthèses, sauf s'ils correspondent au titre en français.
Exceptionnellement, il n'y a pas eu de cérémonie en 1989. La cérémonie de 1990 a récompensé les films sortis en 1988, celle de 1991 ceux sortis en 1989-90.

### Années 1970
- 1975 : Dick Smith pour L'Exorciste
- 1976 : William Tuttle pour Frankenstein Junior
- 1977 : William Tuttle (2) pour L'Âge de cristal
- 1978 : Rick Baker et Stuart Freeborn pour La Guerre des étoiles
  - John Chambers pour L'Île du docteur Moreau
  - Dick Smith pour La Sentinelle des maudits
- 1979 : William Tuttle (3) et Rick Baker (2) pour Furie
  - Lee Harman, Vincent Callaghan et Lynn Donahue pour Les Yeux de Laura Mars
  - Thomas R. Burman et Edouard F. Henriques pour L'Invasion des profanateurs
  - Joe McKinney et Thomas R. Burman pour Le Faiseur d'épouvantes
  - Stan Winston pour The Wiz

### Années 1980
- 1980 : William Tuttle (4) pour Le Vampire de ces dames
  - Pat Hay pour Alien, le huitième passager
  - Tom Savini pour Zombie
  - Peter Robb-King pour Dracula
  - Fred B. Phillips, Janna Phillips et Ve Neill pour Star Trek, le film
- 1981 : Dick Smith (2) pour Au-delà du réel et pour Scanners - ex æquo
  - Sue Dolph, Steve Neill et Rick Stratton pour Les Mercenaires de l'espace
  - Rob Bottin et Rick Baker pour Hurlements
  - Colin Booker pour Fondu au noir
  - Gianetto De Rossi pour L'Enfer des zombies
- 1982 : Rick Baker (3) pour Le Loup-garou de Londres
  - Stan Winston pour Réincarnations
  - Ken Chase pour New York 1997
  - Basil Newall et Anna Dryhurst pour Excalibur
  - Stan Winston pour Heartbeeps
- 1983 : Dorothy J. Pearl pour Poltergeist
  - José Antonio Sánchez pour Conan le Barbare
  - Sue Dolph pour Mutant
  - Hatsuo Nagatomo pour La Maison des spectres
  - Werner Keppler et James Lee McCoy pour Star Trek 2 : La Colère de Khan
- 1984 : Phil Tippett et Stuart Freeborn (2) pour Le Retour du Jedi
  - Dick Smith et Carl Fullerton pour Les Prédateurs
  - James R. Scribner pour En plein cauchemar
  - Gary Liddiard et James R. Scribner pour La Foire des ténèbres
  - Ken Brooke pour Les envahisseurs sont parmi nous
- 1985 : Stan Winston pour Terminator
  - Giannetto De Rossi pour Dune
  - Greg LaCava pour Gremlins
  - Tom Smith pour Indiana Jones et le Temple maudit
  - Robert J. Schiffer pour Splash
- 1986 : Tom Savini pour Le Jour des morts-vivants
  - Chris Walas pour Enemy (Enemy Mine)
  - Rob Bottin pour Explorers
  - Anthony Doublin, John Naulin et John Carl Buechler pour Re-Animator
  - William Munns pour Le Retour des morts-vivants
- 1987 : Chris Walas pour La Mouche (The Fly)
  - Peter Robb-King pour Aliens, le retour
  - John Carl Buechler, John Naulin, Anthony Doublin et Mark Shostrom pour Aux portes de l'au-delà
  - Rob Bottin pour Legend
  - Wes Dawn, Jeff Dawn et James Lee McCoy pour Star Trek 4 : Retour sur Terre
- 1988 : Rob Bottin et Stephan Dupuis pour RoboCop
  - Mark Shostrom pour Evil Dead 2
  - Rick Baker pour Bigfoot et les Henderson
  - Bob Keen pour Le Pacte (Hellraiser)
  - Greg Cannom, Ve Neill et Steve LaPorte pour Génération perdue
  - Kevin Yagher, Mark Shostrom, R. Christopher Biggs pour Les Griffes du cauchemar
- 1989 : Pas de cérémonie

### Années 1990
- 1990 : Ve Neill, Steve LaPorte et Robert Short pour Beetlejuice
  - John M. Elliott Jr. et Stan Winston pour Futur immédiat, Los Angeles 1991
  - R. Christopher Biggs et Sheri Short pour Critters 2
  - Mark Shostrom pour Phantasm II
  - David LeRoy Anderson et Lance Anderson pour L'Emprise des ténèbres
  - Bob Keen pour Waxwork
- 1991 : John Caglione Jr., Doug Drexler et Cheri Minns pour Dick Tracy
  - Maggie Weston et Fabrizio Sforza pour Les Aventures du baron de Münchausen
  - Ken Chase, Michael Mills et Kenny Myers pour Retour vers le futur 2
  - Paul Engelen, Lynda Armstrong et Nick Dudman pour Batman
  - Tony Gardner et Larry Hamlin pour Darkman
  - Stephan Dupuis, Dennis Pawlik, Jo-Anne Smith-Ojeil et Jayne Dancose pour La Mouche 2
  - Bob Keen et Geoffrey Portass pour Cabal
  - Rob Bottin, Jeff Dawn, Craig Berkeley et Robin Weiss pour Total Recall
  - John Stephenson pour Les Sorcières
- 1992 : Carl Fullerton et Neal Martz pour Le Silence des agneaux
  - Gordon J. Smith pour Body Parts
  - John Vulich et Everett Burrell pour La Nuit des morts-vivants
  - David B. Miller pour Nothing but Trouble
  - Stan Winston et Scott H. Eddo pour Predator 2
  - Stan Winston et Jeff Dawn pour Terminator 2 : Le Jugement dernier
- 1993 : Stan Winston (2) et Ve Neill (2) pour Batman : Le Défi
  - Greg Cannom, Matthew W. Mungle et Michèle Burke pour Dracula
  - Bob Keen pour Candyman
  - Dick Smith et Kevin Haney pour La mort vous va si bien
  - Bob Keen pour Hellraiser 3
  - Steve Johnson pour L'Autoroute de l'enfer
  - Michael Mills et Ed French pour Star Trek 6 : Terre inconnue
- 1994 : Kevin Haney pour Les Valeurs de la famille Addams
  - K.N.B. EFX Group Inc. et Alterian Inc. pour Evil Dead 3 : L'Armée des ténèbres
  - John Vulich et Everett Burrell pour La Part des ténèbres
  - Screaming Mad George et Steve Johnson pour La Cité des monstres
  - Kevin Yagher et Mitchell J. Coughlin pour Max, le meilleur ami de l'homme
  - Jeff Goodwin, Vincent J. Guastini et Rob Burman pour Super Mario Bros.
  - Bob Keen pour Warlock: The Armageddon
- 1995 : Rick Baker (4) et Ve Neill (3) pour Ed Wood
  - Stan Winston et Michèle Burke pour Entretien avec un vampire
  - Greg Cannom pour The Mask
  - Daniel Parker et Paul Engelen pour Frankenstein
  - Alec Gillis et Tom Woodruff Jr. pour Super Noël
  - Rick Baker pour Wolf
- 1996 : Jean Ann Black et Rob Bottin (2) pour Seven
  - Rick Baker, Ve Neill et Yolanda Toussieng pour Batman Forever
  - K.N.B. EFX Group Inc. pour Une nuit en enfer
  - K.N.B. EFX Group Inc. pour L'Antre de la folie
  - Nick Dudman et Chris Cunningham pour Judge Dredd
  - Steve Johnson, Bill Corso et Kenny Myers pour La Mutante
- 1997 : Rick Baker (5) et David LeRoy Anderson pour Le Professeur foldingue
  - Rick Baker et Richard Taylor pour Fantômes contre fantômes
  - Stan Winston et Shane Mahan pour L'Île du docteur Moreau
  - Jenny Shircore et Peter Owen pour Mary Reilly
  - Michael Westmore (en), Scott Wheeler et Jake Garber pour Star Trek : Premier Contact
  - Greg Cannom pour La Peau sur les os
- 1998 : Rick Lazzarini et Gordon J. Smith pour Mimic
  - David Atherton et Kevin Yagher pour Volte-face
  - Rick Baker, David LeRoy Anderson et Katherine James pour Men in Black
  - Ve Neill et Jeff Dawn pour Batman et Robin
  - Cindy J. Williams pour Spawn
  - Luigi Rocchetti et Neal Martz pour L'Associé du diable
- 1999 : Robert Kurtzman, Gregory Nicotero et Howard Berger pour Vampires
  - Greg Cannom et Michael Germain pour Blade
  - Alec Gillis, Tom Woodruff Jr., Michael Mills et Greg Nelson pour The X-Files, le film
  - Bob McCarron, Lesley Vanderwalt et Lynn Wheeler pour Dark City
  - Peter Robb-King pour Perdus dans l'espace
  - Michael Westmore pour Star Trek : Insurrection

### Années 2000
- 2000 : Nick Dudman et Aileen Seaton pour La Momie
  - Stan Winston, Hallie D'Amore et Ve Neill pour Galaxy Quest
  - Nikki Gooley, Bob McCarron et Wendy Sainsbury pour Matrix
  - Fae Hammond pour Vorace
  - Kevin Yagher et Peter Owen pour Sleepy Hollow : La Légende du cavalier sans tête
  - Paul Engelen, Sue Love et Nick Dudman pour Star Wars, épisode I : La Menace fantôme
- 2001 : Rick Baker (6) et Gail Rowell-Ryan pour Le Grinch
  - Rick Baker, Nena Smarz et Edie Giles pour La Famille foldingue
  - Ann Buchanan et Amber Sibley pour L'Ombre du vampire
  - Michèle Burke et Edouard F. Henriques pour The Cell
  - Alec Gillis, Tom Woodruff Jr., Jeff Dawn et Charles Porlier pour À l'aube du sixième jour
  - Gordon J. Smith et Ann Brodie pour X-Men
- 2002 : Greg Cannom et Wesley Wofford pour Hannibal
  - Nick Dudman, Mark Coulier et John Lambert pour Harry Potter à l'école des sorciers
  - Peter Owen et Richard Taylor pour Le Seigneur des anneaux : La Communauté de l'anneau
  - Aileen Seaton, Nick Dudman et Jane Walker pour Le Retour de la momie
  - Rick Baker et John Blake pour La Planète des singes
  - Michèle Burke et Camille Calvet pour Vanilla Sky
- 2003 : Peter Owen et Peter King pour Le Seigneur des anneaux : Les Deux Tours
  - Michelle Taylor, Gary Matanky, Bob Newton et Mark Boley pour Blade 2
  - Nick Dudman et Amanda Knight pour Harry Potter et la Chambre des secrets
  - Michèle Burke et Camille Calvet pour Minority Report
  - Rick Baker, Jean Ann Black et Bill Sturgeon pour Le Cercle
  - Michael Westmore pour Star Trek : Nemesis
- 2004 : Richard Taylor et Peter King (2) pour Le Seigneur des anneaux : Le Retour du roi
  - Rick Baker, Bill Corso et Robin L. Neal pour Le Manoir hanté et les 999 Fantômes
  - Ve Neill et Martin Samuel pour Pirates des Caraïbes : La Malédiction du Black Pearl
  - Jeff Dawn et John Rosengrant pour Terminator 3 : Le Soulèvement des machines
  - Trefor Proud et Balázs Novák pour Underworld
  - Gordon J. Smith pour X-Men 2
- 2005 : Jake Garber, Matt Rose et Mike Elizalde pour Hellboy
  - David LeRoy Anderson et Mario Cacioppo pour L'Armée des morts
  - Nick Dudman et Amanda Knight pour Harry Potter et le Prisonnier d'Azkaban
  - Valli O'Reilly et Bill Corso pour Les Désastreuses Aventures des orphelins Baudelaire
  - Paul Jones pour Resident Evil: Apocalypse
  - Greg Cannom et Steve LaPorte pour Van Helsing
- 2006 : Howard Berger (2), Nikki Gooley et Gregory Nicotero (2) pour Le Monde de Narnia : Le Lion, la Sorcière blanche et l'Armoire magique
  - Nick Dudman et Amanda Knight pour Harry Potter et la Coupe de feu
  - Richard Taylor, Gino Acevedo, Dominie Till et Peter King pour King Kong
  - Howard Berger et Gregory Nicotero pour Le Territoire des morts
  - Howard Berger et Gregory Nicotero pour Sin City
  - Dave Elsey, Lou Elsey et Nikki Gooley pour Star Wars, épisode III : La Revanche des Sith
- 2007 : Todd Masters et Dan Rebert pour Horribilis
  - Paul Hyett et Vicki Lang pour The Descent
  - Howard Berger, Gregory Nicotero et Mario Michisanti pour La colline a des yeux
  - David Martí et Montse Ribé pour Le Labyrinthe de Pan
  - Ve Neill et Joel Harlow pour Pirates des Caraïbes : Le Secret du coffre maudit
  - Gregory Nicotero et Scott Patton pour Massacre à la tronçonneuse : Le Commencement
- 2008 : Ve Neill (4) et Martin Samuel pour Pirates des Caraïbes : Jusqu'au bout du monde
  - Davina Lamont et Gino Acevedo pour 30 jours de nuit
  - Shaun Smith, Mark Rappaport et Scott Wheeler pour 300
  - Howard Berger, Gregory Nicotero et Jake Garber pour Planète Terreur
  - Nick Dudman et Amanda Knight pour Harry Potter et l'Ordre du phénix
  - Peter Owen et Ivina Primorac pour Sweeney Todd : Le Diabolique Barbier de Fleet Street
- 2009 : Greg Cannom (2) pour L'Étrange Histoire de Benjamin Button
  - Mike Elizalde pour Hellboy 2 : Les Légions d'or maudites
  - Gregory Nicotero et Paul Engelen pour Le Monde de Narnia : Le Prince Caspian
  - John Caglione Jr. et Conor O'Sullivan pour The Dark Knight : Le Chevalier noir
  - Paul Hyett pour Doomsday
  - Gerald Quist pour Tonnerre sous les tropiques

### Années 2010
- 2010 : Barney Burman, Mindy Hall et Joel Harlow pour Star Trek
  - Joe Dunckley, Sarah Rubano et Frances Richardson pour District 9
  - Gregory Nicotero et Howard Berger pour Jusqu'en enfer
  - Mike Smithson et John Rosengrant pour Terminator Renaissance
  - Gregory Nicotero et Howard Berger pour Le Livre d'Eli
  - Sarah Monzani pour L'Imaginarium du docteur Parnassus
- 2011 : Rick Baker (7) et Dave Elsey pour Wolfman
  - Gregory Nicotero et Howard Berger pour Splice
  - Donald Mowat et Andy Clement pour Repo Men
  - Andy Clement, Tarra D. Day et Jennifer McDaniel pour Laisse-moi entrer
  - Lindsay MacGowan et Shane Mahan pour Alice au pays des merveilles
  - Mark Coulier, Amanda Knight et Nick Dudman pour Harry Potter et les Reliques de la Mort, 1re partie
- 2012 : Dave Elsey (2), Fran Needham et Conor O'Sullivan pour X-Men : Le Commencement
  - Shaun Smith et Scott Wheeler pour Conan
  - Nick Dudman et Amanda Knight pour Harry Potter et les Reliques de la Mort - Deuxième Partie
  - Annick Chartier, Adrien Morot et Nikoletta Skarlatos pour Les Immortels
  - Tamar Aviv pour La piel que habito
  - Tom Woodruff Jr. et Alec Gillis pour The Thing
- 2013 : Heike Merker, Daniel Parker et Jeremy Woodhead pour Cloud Atlas
  - Gregory Nicotero, Howrad Berger, Peter Montagna et Julie Hewitt pour Hitchcock
  - Peter Swords King, Rick Findlater et Tami Lane pour Le Hobbit : Un voyage inattendu
  - David Martí, Montse Ribé et Vasit Suchitta pour The Impossible
  - Naomi Donne, Donald Mowat et Love Larson pour Skyfall
  - Jean Ann Black et Fay Von Schroeder pour Twilight, chapitre IV : Révélation
- 2014 : Donald Mowat pour Prisoners
  - Patrick Baxter, Jane O'Kane et Roger Murray pour Evil Dead
  - Peter King, Rick Findlater et Richard Taylor pour Le Hobbit : La Désolation de Smaug
  - Howard Berger, Janie Kelman et Peter Montagna pour Du sang et des larmes
  - Fae Hammond, Mark Coulier et Kirstin Chalmers pour Rush
  - Karen Cohen, David White et Elizabeth Yianni-Georgiou pour Thor : Le Monde des ténèbres
- 2015 : David White et Elizabeth Yianni-Georgiou pour Les Gardiens de la Galaxie
  - Bill Terezakis et Lisa Love pour La Planète des singes : L'Affrontement
  - Mark Coulier et Daniel Phillips pour Dracula Untold
  - Peter King, Rick Findlater et Gino Acevedo pour The Hobbit: The Battle of the Five Armies
  - Peter King et Matthew Smith pour Into the Woods
  - Adrien Morot et Norma Hill-Patton pour X-Men: Days of Future Past
- 2016 : Neal Scanlan pour Star Wars, épisode VII : Le Réveil de la Force
  - Joel Harlow et Kenny Niederbaumer pour Strictly Criminal
  - David Martí, Montse Ribé et Xavi Bastida pour Crimson Peak
  - Gregory Nicotero, Howard Berger, Jake Garber et Heba Thorisdottir pour Les Huit Salopards
  - Lesley Vanderwalt, Damian Martin et Elka Wardega pour Mad Max: Fury Road
  - Donald Mowat pour Sicario
- 2017 : Monica Huppert, Joel Harlow pour Star Trek : Sans limites
  - Jeremy Woodhead pour Docteur Strange
  - Nicky Knowles pour Les Animaux fantastiques
  - Amy Byrne pour Rogue One: A Star Wars Story
  - Jeremy Woodhead pour Docteur Strange
  - Allan Apone, Jo-Ann MacNeil, Marta Roggero pour Suicide Squad
  - Charles Carter, Rita Ciccozzi, Rosalina Da Silva pour X-Men: Apocalypse
- 2018 : Joel Harlow et Ken Diaz pour Black Panther
  - Donald Mowat pour Blade Runner 2049
  - John Blake et Brian Sipe pour Les Gardiens de la Galaxie Vol. 2
  - Alec Gillis, Sean Sansom, Tom Woodruff, Jr. et Shane Zander pour Ça
  - Mike Hill et Shane Mahan pour La Forme de l'eau
  - Peter Swords King et Neal Scanlan pour Star Wars, épisode VIII : Les Derniers Jedi
  - Arjen Tuiten pour Wonder
- 2019 : Avengers : Endgame – John Blake et Brian Sipe
  - The Dead Don't Die – Judy Chin et Mike Marino
  - Destroyer – Bill Corso
  - Overlord – Tristan Versluis, Naomi Dunne et Duncan Jarman
  - Simetierre – Annick Chartier and Adrien Morot
  - Suspiria – Mark Coulier and Fernanda Perez
  - Traîné sur le bitume – Lisa Love and Tate Steinsiek

### Années 2020
- 2021 : Amanda Knight et Neal Scanlan – Star Wars, épisode IX : L'Ascension de Skywalker
  - Bianca Appice, Bill Corso, Stephen Kelly, Dennis Liddiard et Kevin Yagher – Bill & Ted Face the Music
  - Norman Cabrera, Mike Elizalde et Mike Hill – Scary Stories to Tell in the Dark
  - Iantha Goldberg, Sean Sansom et Shane Zander – Ça : Chapitre 2
  - Robert Kurtzman et Bernadette Mazur – Doctor Sleep
  - Arjen Tuiten et David White  – Maléfique : Le Pouvoir du mal

- 2022 : Love Larson, Donald Mowat et Eva von Bahr - Dune
  - Ozzy Alvarez, Victoria Down, Kevin Kirkpatrick et Justin Raleigh – Army of the Dead
  - Alexandra Anger, Monica Pavez et Evi Zafiropoulou  – Les Crimes du futur
  - Naomi Donne et Mike Marino – The Batman
  - Greg Funk, Brian Sipe et Heba Thorisdottir – The Suicide Squad
  - Mike Hill, Jo-Ann MacNeil et Megan Many – Nightmare Alley
  - Adam Johansen et Matteo Silvi  – Thor: Love and Thunder

- 2024 : Donald Mowat pour The Covenant : Mission en Afghanistan

- 2025 : The Substance – Pierre-Olivier Persin
  - Alien: Romulus – Shane Mahan
  - Beetlejuice Beetlejuice – Neal Scanlan, Christine Blundell et Lesa Warrener
  - Dune, deuxième partie – Donald Mowat, Love Larson et Eva von Bahr
  - Longlegs – Werner Pretorius, Felix Fox et Madelaine Hermans
  - Smile 2 – Jeremy Selenfriend, Sasha Grossman et Alec Gillis